# 鞘山芎
鞘山芎（学名： 异名：）又名山芎。为伞形科山芎属的植物。分布于欧洲、台灣本島以及中国大陆的新疆等地，生长于海拔1,500米至2,400米的地区，多生长于山坡草地以及灌丛中，目前尚未由人工引种栽培。

## 形態特征
- 根

根多分叉，根茎较粗厚。
- 茎

茎直立，圆柱形，中空，具纵条纹，上部分枝。
- 叶

基生叶早枯；茎中部叶具柄，柄长6—9厘米，基部扩大成鞘，叶片轮廓三角状卵形，长16—25厘米，宽15—23厘米，二至三回三出式羽状全裂；末回羽片长卵形至披针形，长1．5—2厘米，宽0．5—0．8厘米，边缘羽状深裂；茎上部叶渐简化。
- 花

复伞形花序顶生和侧生，直径5—10厘米；总苞片无，伞辐10—14，长2—4厘米；小总苞片5—8，线形，长约5毫米；花白色；萼齿不明显；花瓣倒罗卵形，具内折小舌片；花柱基略隆起，花柱2，反曲。
- 果实

分生果(未成熟)背腹略扁，主棱突起；每棱槽内油管2—3，合生面油管4—6。